# Exhall (Stratford-on-Avon)
Exhall – wieś i civil parish w Anglii, w hrabstwie Warwickshire, w dystrykcie Stratford-on-Avon. Leży 21 km na południowy zachód od miasta Warwick i 141 km na północny zachód od Londynu. W 2011 roku civil parish liczyła 203 mieszkańców. Exhall jest wspomniana w Domesday Book (1086) jako Ecleshelle.